# Ghost Rider: Spirit of Vengeance
Ghost Rider: Spirit of Vengeance (bra: Motoqueiro Fantasma - Espírito de Vingança. ptr: Ghost Rider: Espírito de Vingança) é um filme estadunidense, do gênero ação, dirigido por Mark Neveldine e Brian Taylor, lançado em 17 de fevereiro de 2012 nos Estados Unidos. Com Nicolas Cage reprisando o papel de Johnny Blaze.

## Sinopse
O Motoqueiro Fantasma tenta esconder sua maldição, nove anos após sua transformação. Mas ele é chamado de volta para salvar a vida de um garoto de 10 anos, refém do líder de uma seita, que pretende encarnar em seu corpo.

## Elenco
- Nicolas Cage - Johnny Blaze/Motoqueiro Fantasma
- Violante Placido - Nadya
- Ciarán Hinds - Roarke/Mephisto
- Idris Elba - Moreau
- Johnny Whitworth - Ray Carrigan/Blackout
- Christopher Lambert - Methodius
- Fergus Riordan - Danny

## Produção
Em 9 de fevereiro de 2007, o produtor Avi Arad da Marvel anunciou o desenvolvimento de Motoqueiro Fantasma 2 em um evento de imprensa. Peter Fonda também havia expressado o desejo de retornar como Mefistófeles. No início de dezembro de 2007, Nicolas Cage também expressou interesse em retornar no papel principal como Motoqueiro Fantasma, pouco depois, em outra entrevista ele passou mais de mencionar que ele gostaria de ver uma história mais sombria, acrescentando: "ele não está comendo jujubas mais, ele está ficando bêbado". Ele sugeriu que o filme poderia ser feito com vilões criados recentemente. Houve também rumores de que a seqüência seria característica de Danny Ketch, outro personagem da Marvel que assumiu o manto de Motoqueiro Fantasma nos quadrinhos.
Em uma entrevista em setembro de 2008, Nicolas Cage informou ao IGN que a colo tinha feito reuniões para iniciar uma sequência. Cage observou as conversas sobre a história, onde o Motoqueiro Fantasma pode acabar na Europa, em nome da igreja, com elementos da história "muito no zeitgeist, como Código Da Vinci". Em fevereiro de 2009, afirmou á fonte online que a Columbia Pictures tinha sinal verde para uma sequência do filme. Nicolas Cage foi indicado para reprisar o papel principal, enquanto o estúdio estavam em busca de roteiristas. Em 23 de setembro de 2009, foi noticiado que David S. Goyer assinou para escrever o roteiro para a sequência. Goyer falou à MTV sobre a sequência, afirmando que a história iria se passar oito anos após os eventos do primeiro filme e que ele esperava começar as filmagens em 2010 a sequela é intitulado Ghost Rider: Spirit of Vengeance e foi produzido por Mike de Luca, e exibido com uma classificação PG-13 da Motion Picture Association of America. Em 14 de julho de 2010, foi confirmado que Nicolas Cage iria retornar, e Mark Neveldine e Brian Taylor foram anunciados para dirigir o filme, com o editor Brian Berdan e o diretor de fotografia Brandon Trost se reuniram com os diretores dos filmes Crank.
Christopher Lambert foi submetido a três meses de treinamento com espada e raspou a cabeça para seu papel.

## Recepção
Revisores que viram uma pré-estreia no início de dezembro de 2011 no Butt-Numb-A-Thon, em Austin expressaram reações negativas ao filme, com duas atendentes dizendo que era pior do que o primeiro filme, e uma delas afirmando que esse filme faz com que o antecessor se torne uma espécie de The Dark Knight.
A recepção crítica foi mista e negativa. O filme tem atualmente uma classificação de 17% no Rotten Tomatoes baseado em 103 revisões com o consenso, afirmando: "Com um roteiro fraco, o trabalho de CG desigual, e um desempenho do Nicolas Cage tão previsivelmente maluco, que já não diverte mais, Motoqueiro Fantasma 2 tem como objetivo ser trash, mas acaba sendo um lixo comum ". As críticas também foram dirigidas a seu trabalho de câmera de mão, com muitos notando que era" frágil". Mas nem todos os críticos acharam o filme ruim. Opiniões do IGN davam ao filme 4 de cinco estrelas.